# Briefmarken-Jahrgang 2016 der Bundesrepublik Deutschland
Der Briefmarken-Jahrgang 2016 der Bundesrepublik Deutschland wurde am 3. Dezember 2014 vom zuständigen Bundesministerium der Finanzen (BMF) vorgestellt. Der Jahrgang sollte 52 Briefmarken umfassen.
Die Deutsche Post AG hat im Oktober 2015 erneut bei der Bundesnetzagentur eine Anhebung des Porto zum 1. Januar 2016 für einen Standardbrief auf 0,70 Euro, sowie den Maxibrief von 2,40 Euro auf 2,60 Euro beantragt. Die Genehmigung erfolgte Anfang Dezember, damit ist es die vierte Erhöhung in Folge. Durch diese Erhöhung wird es nach dem Willen der Bundesnetzagentur für drei Jahre (bis einschließlich 2018) keine weiteren Erhöhungen (Price-Cap-Entscheidung) mehr geben.
Die Deutsche Post hatte einen Fehldruck der Marke Weihnachtskugeln vom 30. November 2016 zurückgerufen, da ein Schreibfehler aufgefallen war. Am 12. Mai 2017 wurde auf der Briefmarkenmesse Essen ein vollständiges Folienblatt mit zehn Marken zu je 0,70 Euro für 33.000 Euro versteigert.

## Liste der Ausgaben und Motive
Legende
- Bild: Eine bearbeitete Abbildung der genannten Marke. Das Verhältnis der Größe der Briefmarken zueinander ist in diesem Artikel annähernd maßstabsgerecht dargestellt. Sollten keine Marken abgebildet sein, liegt es daran, dass das Urheberrecht des Künstlers noch nicht erloschen ist.
- Beschreibung: Eine Kurzbeschreibung des Motivs und/oder des Ausgabegrundes. Bei ausgegebenen Serien oder Blocks werden die zusammengehörigen Beschreibungen mit einer Markierung versehen eingerückt.
- Wert: Der Frankaturwert der einzelnen Marke in Eurocent. Ein „+“ bedeutet, dass es sich um eine Zuschlagsmarke handelt (= Frankaturwert + Spende).
- Ausgabedatum: Das Datum des erstmaligen Verkaufs dieser Briefmarke.
- Auflage: Soweit bekannt, wird hier die zum Verkauf angebotene Anzahl dieser Ausgabe angegeben.
- Entwurf: Soweit bekannt, wird hier angegeben, von wem der Entwurf dieser Marke stammt.
- Mi.-Nr.: Diese Briefmarke wird im Michel-Katalog unter der entsprechenden Nummer gelistet.

| Sondermarken | |                   |                       |                                  |                                       |                  |
| Bild         | Beschreibung | Werte in Eurocent | Ausgabe- datum (2016) | Auflage                          | Entwurf                               | Mi.-Nr.          |
|              | Serie: Burgen und Schlösser - Löwenburg Kassel | 90                | 2. Januar             | 4.228.000 davon 42.000 auf ETB   | Nicole Elsenbach                      | 3200             |
|              | Serie: Automobil-Klassiker (1950er bis 1980er Jahre) - Porsche 911 Targa                                                                                              | 70                | 2. Januar             | 5.790.000 davon 42.000 auf ETB   | Thomas Serres                         | 3201             |
|              | - Ford Capri I | 70                | 2. Januar             | 5.680.000 davon 42.000 auf ETB   | Thomas Serres                         | 3202             |
|              | Serie: Wildes Deutschland - Bayerischer Wald | 85                | 2. Januar             | 15.218.000 davon 42.000 auf ETB  | Dieter Ziegenfeuter                   | 3203             |
|              | 1250 Jahre Schwetzingen | 145               | 2. Januar             | 4.858.000 davon 42.000 auf ETB   | Nicole Elsenbach                      | 3204             |
|              | Serie: Mikrowelten - Kieselalge - Blüte Odermennig selbstklebend aus Rolle                                                                                            | je 70             | 2. Januar             | 225.141.400 davon 42.000 auf ETB | Andrea Voß-Acker                      | 3205, 3206       |
|              | Plusmarken-Serie: Für die Wohlfahrtspflege – Grimms Märchen zur Unterstützung der Bundesarbeitsgemeinschaft der Freien Wohlfahrtspflege e. V. - Rotkäppchen „Im Wald“ | 70+30             | 11. Februar           | 3.392.000 davon 42.000 auf ETB   | Astrid Grahl und Lutz Menze           | 3208             |
|              | - Rotkäppchen „Bei der Großmutter“ | 85+40             | 11. Februar           | 3.831.000 davon 42.000 auf ETB   | Astrid Grahl und Lutz Menze           | 3209             |
|              | - Rotkäppchen „Gutes Ende“ | 145+55            | 11. Februar           | 5.571.000 davon 42.000 auf ETB   | Astrid Grahl und Lutz Menze           | 3210             |
|              | 200. Geburtstag Ernst Litfaß | 70                | 11. Februar           | 7.137.000 davon 42.000 auf ETB   | Gregor Schöner                        | 3211             |
|              | 25 Jahre Europa Notruf 112 | 45                | 11. Februar           | 4.197.000 davon 42.000 auf ETB   | Annette le Fort und André Heers       | 3212             |
|              | Serie: Automobil-Klassiker - Porsche 911 Targa - Ford Capri 1 selbstklebend aus Folienblatt                                                                           | je 70             | 11. Februar           | 60.000.000 davon 42.000 auf ETB  | Thomas Serres                         | 3213, 3214 FB 53 |
|              | Plusmarken-Serie: Für die Wohlfahrtspflege – Grimms Märchen - Rotkäppchen „Im Wald“ selbstklebend aus Markenheftchen                                                  | 70+30             | 11. Februar           | 15.085.000 davon 42.000 auf ETB  | Astrid Grahl und Lutz Menze           | 3215 MH 103      |
|              | Serie: Burgen und Schlösser - Schloss Sanssouci | 85                | 1. März               | 3.417.000 davon 42.000 auf ETB   | Nicole Elsenbach                      | 3216             |
|              | Serie: Tierkinder - Feldhase | 70                | 1. März               | 4.518.000 davon 42.000 auf ETB   | Nicole Elsenbach und Frank Fienbork   | 3217             |
|              | - Graugans | 70                | 1. März               | 4.460.000 davon 42.000 auf ETB   | Nicole Elsenbach und Frank Fienbork   | 3218             |
|              | 350. Geburtstag George Bähr | 260               | 1. März               | 6.707.000 davon 42.000 auf ETB   | Rudolf Grüttner und Sabine Matthes    | 3219             |
|              | Serie: Weltkulturerbe der UNESCO - Kloster Corvey | 70                | 1. März               | 4.547.000 davon 42.000 auf ETB   | Daniela Haufe und Detlef Fiedler      | 3220             |
|              | 1250 Jahre Schwetzingen selbstklebend aus Folienblatt | 145               | 1. März               | 152.190.000 davon 42.000 auf ETB | Nicole Elsenbach                      | 3221 FB 54       |
|              | Serie: Tierkinder - Feldhase - Graugans selbstklebend aus Folienblatt                                                                                                 | je 70             | 1. März               | 18.600.000 davon 42.000 auf ETB  | Nicole Elsenbach und Frank Fienbork   | 3222, 3223 FB 55 |
|              | 350. Geburtstag George Bähr selbstklebend aus Markenheftchen | 260               | 1. März               | 53.750.000 davon 42.000 auf ETB  | Rudolf Grüttner und Sabine Matthes    | 3224 MH 104      |
|              | Serie: Deutschlands schönste Panoramen - Moselschleife Motiv 1 | 90                | 7. April              | 2.538.000 davon 42.000 auf ETB   | Stefan Klein und Olaf Neumann         | 3225             |
|              | - Moselschleife Motiv 2 | 90                | 7. April              | 2.538.000 davon 42.000 auf ETB   | Stefan Klein und Olaf Neumann         | 3226             |
|              | Serie: Schätze aus deutschen Museen - Kaiser Karl V. (Tizian) | 70                | 7. April              | 19.807.000 davon 42.000 auf ETB  | Stefan Klein und Olaf Neumann         | 3227             |
|              | - Fregatte (Zeller) | 145               | 7. April              | 4.916.000 davon 42.000 auf ETB   | Stefan Klein und Olaf Neumann         | 3228             |
|              | 500 Jahre Reinheitsgebot für Bier | 45                | 7. April              | 10.570.000 davon 42.000 auf ETB  | Thomas Poschauko und Martin Poschauko | 3229             |
|              | 125. Geburtstag Nelly Sachs | 70                | 7. April              | 4.572.000 davon 42.000 auf ETB   | Daniela Haufe und Detlef Fiedler      | 3230             |
|              | Serie: Burgen und Schlösser - Schloss Sanssouci selbstklebend aus Folienblatt                                                                                         | 85                | 7. April              | 92.800.000 davon 42.000 auf ETB  | Nicole Elsenbach                      | 3231 FB 56       |
|              | Serie: Schreibanlässe - Allgemeiner Glückwunsch | 70                | 2. Mai                | 5.458.000 davon 42.000 auf ETB   | Regina Kehn                           | 3232             |
|              | - Geburtstag | 70                | 2. Mai                | 5.456.000 davon 42.000 auf ETB   | Regina Kehn                           | 3233             |
|              | - Hochzeit | 70                | 2. Mai                | 5.556.000 davon 42.000 auf ETB   | Regina Kehn                           | 3234             |
|              | Plusmarken-Serie: Für den Sport – Spielball zur Unterstützung der Stiftung Deutsche Sporthilfe - Fußball                                                              | 70+30             | 2. Mai                | 1.931.000 davon 42.000 auf ETB   | Thomas Serres                         | 3235             |
|              | - Rugby | 85+40             | 2. Mai                | 1.881.000 davon 42.000 auf ETB   | Thomas Serres                         | 3236             |
|              | - Golf | 145+55            | 2. Mai                | 1.891.000 davon 42.000 auf ETB   | Thomas Serres                         | 3237             |
|              | Serie: Europa - Umweltbewusst leben | 70                | 2. Mai                | 5.325.000 davon 42.000 auf ETB   | Werner Hans Schmidt                   | 3238             |
|              | 100. Deutscher Katholikentag in Leipzig | 70                | 2. Mai                | 3.870.000 davon 42.000 auf ETB   | Iris Utikal und Michael Gais          | 3239             |
|              | Serie: Aktuelles - Shrines of Europe Altötting | 85                | 2. Mai                | 3.469.000 davon 42.000 auf ETB   | Werner Hans Schmidt                   | 3240             |
|              | Serie: Deutschlands schönste Panoramen - Moselschleife Motiv 1 - Moselschleife Motiv 2 selbstklebend aus Folienblatt                                                  | je 90             | 2. Mai                | 15.000.000 davon 42.000 auf ETB  | Stefan Klein und Olaf Neumann         | 3241, 3242 FB 57 |
|              | Serie: Schreibanlässe - Geburtstag (Tortenstück) - Allgemeiner Glückwunsch (Blumen) selbstklebend aus Folienblatt                                                     | je 70             | 2. Mai                | 20.000.000 davon 42.000 auf ETB  | Regina Kehn                           | 3243, 3244 FB 58 |
|              | Plusmarken-Serie: Für den Umweltschutz zur Unterstützung des Umweltschutzes - Die Alpen – Vielfalt in Europa                                                          | 70+30             | 2. Juni               | 1.937.000 davon 42.000 auf ETB   | Henning Wagenbreth                    | 3245             |
|              | Serie: Mikrowelten - Fühler Nachtpfauenauge | 70                | 2. Juni               | 6.333.000 davon 42.000 auf ETB   | Andrea Voß-Acker                      | 3246             |
|              | - Strahlentierchen | 250               | 2. Juni               | 7.386.000 davon 42.000 auf ETB   | Andrea Voß-Acker                      | 3247             |
|              | Serie: Wildes Deutschland - Sächsische Schweiz | 45                | 2. Juni               | 4.530.000 davon 42.000 auf ETB   | Dieter Ziegenfeuter                   | 3248             |
|              | 25 Jahre Deutsch-Polnisches Jugendwerk Gemeinschaftsausgabe mit Polen                                                                                                 | 90                | 2. Juni               | 4.329.000 davon 42.000 auf ETB   | Maciej Jedrysik                       | 3249             |
|              | Serie: Schätze aus deutschen Museen - Fregatte (Zeller) selbstklebend aus Rolle                                                                                       | 145               | 2. Juni               | 118.548.000 davon 42.000 auf ETB | Stefan Klein und Olaf Neumann         | 3250             |
|              | Serie: Wildes Deutschland - Sächsische Schweiz selbstklebend aus Folienblatt                                                                                          | 45                | 2. Juni               | 100.000.000 davon 42.000 auf ETB | Dieter Ziegenfeuter                   | 3251 FB 59       |
|              | Serie: Leuchttürme - Leuchtturm Staberhuk | 45                | 7. Juli               | 4.967.000 davon 42.000 auf ETB   | Johannes Graf                         | 3252             |
|              | - Leuchtturm Kampen | 70                | 7. Juli               | 6.013.000 davon 42.000 auf ETB   | Johannes Graf                         | 3253             |
|              | 125 Jahre erster Gleitflug Otto Lilienthals | 145               | 7. Juli               | 16.253.000 davon 42.000 auf ETB  | Henning Wagenbreth                    | 3254             |
|              | Plusmarken-Serie: Für die Jugend zur Unterstützung der Stiftung Deutsche Jugendmarke e. V. - Hering                                                                   | 70+30             | 4. August             | 1.920.000 davon 42.000 auf ETB   | Werner Hans Schmidt                   | 3255             |
|              | - Kabeljau | 85+40             | 4. August             | 1.897.000 davon 42.000 auf ETB   | Werner Hans Schmidt                   | 3256             |
|              | - Scholle | 145+55            | 4. August             | 1.908.000 davon 42.000 auf ETB   | Werner Hans Schmidt                   | 3257             |
|              | 1200 Jahre Benediktinerabtei Münsterschwarzach | 70                | 4. August             | 4.983.000 davon 42.000 auf ETB   | Heribert Birnbach                     | 3258             |
|              | Serie: Tag der Briefmarke - Liebesbriefe | 70                | 1. September          | 5.566.000 davon 42.000 auf ETB   | Christoph Niemann                     | 3259             |
|              | Serie: Deutsche Fernsehlegenden - Raumpatrouille | 145               | 1. September          | 3.932.000 davon 42.000 auf ETB   | Thomas Steinacker                     | 3260             |
|              | Briefmarkenblock – Alte und gefährdete Nutztierrassen in Deutschland - Rhönschaf                                                                                      | 70                | 1. September          | 2.335.000 davon 42.000 auf ETB   | Carsten Wolff                         | Block 81 3261    |
|              | - Deutsches Sattelschwein | 85                | 1. September          | 2.335.000 davon 42.000 auf ETB   | Carsten Wolff                         | 3262             |
|              | 175 Jahre Deutschlandlied – Deutsche Nationalhymne | 70                | 6. Oktober            | 4.650.000 davon 42.000 auf ETB   | Daniela Haufe und Detlef Fiedler      | 3263             |
|              | Dom zu Naumburg | 45                | 6. Oktober            | 5.011.000 davon 42.000 auf ETB   | Markus Dreßen                         | 3264             |
|              | Elektromobilität | 190               | 6. Oktober            | 5.304.000 davon 42.000 auf ETB   | Bianca Becker und Peter Kohl          | 3265             |
|              | Plusmarken-Serie: Weihnachten - Die Hirten auf dem Feld | 70+30             | 2. November           | 2.677.000 davon 42.000 auf ETB   | Stefan Klein und Olaf Neumann         | 3266             |
|              | 125. Geburtstag Otto Dix | 85                | 2. November           | 3.790.000 davon 42.000 auf ETB   | Annette le Fort und André Heers       | 3267             |
|              | Plusmarken-Serie: Weihnachten - Die Hirten auf dem Feld selbstklebend aus Folienblatt                                                                                 | 70+30             | 2. November           | 5.320.000 davon 42.000 auf ETB   | Stefan Klein und Olaf Neumann         | 3268 FB 60       |
|              | Weihnachtskugel | 70                | 30. November          | 6.164.000 davon 42.000 auf ETB   | Stefan Klein und Olaf Neumann         | 3269             |
|              | Weihnachtskugel selbstklebend aus Folienblatt | 70                | 30. November          | 43.710.000 davon 42.000 auf ETB  | Stefan Klein und Olaf Neumann         | 3270 FB 61       |
|              | Serie: Design aus Deutschland - Schlaufenstuhl | 70                | 8. Dezember           | 3.989.000 davon 42.000 auf ETB   | Sibylle Haase und Fritz Haase         | 3271             |
|              | - Glasgefäße | 145               | 8. Dezember           | 3.441.000 davon 42.000 auf ETB   | Sibylle Haase und Fritz Haase         | 3272             |
|              | 200 Jahre erstes deutsches Dampfschiff „Die Weser“ | 70                | 8. Dezember           | 3.843.000 davon 42.000 auf ETB   | Lutz Menze und Astrid Grahl           | 3273             |
| Dauermarken  | |                   |                       |                                  |                                       |                  |
| Bild         | Beschreibung | Werte in Eurocent | Ausgabe- datum (2016) | Auflage                          | Entwurf                               | Mi.-Nr.          |
|              | Serie: Blumen - Alpendistel | 250               | 2. Januar             | 20.307.970 davon 42.000 auf ETB  | Stefan Klein und Olaf Neumann         | 3199             |
|              | - Madonnenlilie | 260               | 11. Februar           | 56.374.000 davon 42.000 auf ETB  | Stefan Klein und Olaf Neumann         | 3207             |